# Suíte para Orquestra de Jazz nº 2
A Suíte para Orquestra de Jazz nº 2 foi composta por Dmitri Shostakovich em 1938 para a State Jazz Orchestra de Victor Knushevitsky, recentemente criada, e estreada a 28 de Novembro de 1938 na rádio de Moscovo. O original perdeu-se durante a Segunda Guerra Mundial, mas a versão de piano foi redescoberta em 1999 por Manashir Yakubov. Os três movimentos da suíte foram posteriormente reconstruídos e orquestrados por Gerard McBurney, e estreados num dos Concertos Promenade em 2000.
A Suíte, na sua forma reconstruída, inclui os seguintes movimentos:
1. Scherzo Allegretto alla marcia
2. Canção de embalar Andante
3. Serenata Allegretto

Até há pouco tempo, uma outra suíte de Shostakovich era conhecida (e foi gravada) como a Segunda Suíte para Orquestre Jazz. Esta obra em oito movimentos, é agora designada por Suíte para Orquestra de Variedades, composta depois de 1956, e cuja "Valsa nº. 2" foi utilizada na banda sonora do filme de Stanley Kubrick, Eyes Wide Shut.